# Gerhard Olschowy
Gerhard Olschowy (* 14. Februar 1915 in Gesess, Landkreis Neisse Provinz Schlesien; † 19. April 2002) war ein deutscher Landschaftsplaner und Naturschutzfachmann.

## Leben
Gerhard Olschowy studierte an der Universität Berlin und den Technischen Hochschulen München und Hannover.
Am 1. Juni 1933 trat er in die SS ein. Seine Tätigkeit in dieser Organisation ist öffentlich nicht näher bekannt geblieben. Allerdings nahm er währenddessen auch ein Studium der Garten- und Landschaftsgestaltung in Berlin auf und wurde hier insbesondere von Heinrich Wiepking-Jürgensmann, einem der Mitarbeiter am verbrecherischen Generalplan Ost, geprägt.
Nach 1945 setzte er sein Studium an der Technischen Hochschule München fort, wobei er auch die Fächer Architektur und Städtebau belegte. An der technischen Hochschule Hannover schloss er es 1949 mit einem Diplom ab.
Danach war Olschowy Referent für Landschaftspflege und Grünplanung beim Zentralverband des Deutschen Gartenbaus in Bonn (ab 1952), dann Referent für Landschaftspflege beim Bundeslandwirtschaftsministerium.
Er schloss sein Studium 1955 mit einer Promotion zum Thema „Über die Beziehung der Flurbereinigung zur Landespflege“ ab. Erster Gutachter war wiederum Heinrich Wiepking-Jürgensmann und zweiter Gutachter Konrad Meyer, der vormalige Vorgesetzte von Heinrich Wiepking-Jürgensmann im Reichskommissariat zur Festigung deutschen Volkstums von Heinrich Himmler.
1964 wurde er zum Leiter der Bundesanstalt für Vegetationskunde, Naturschutz und Landschaftspflege in Bad Godesberg berufen. 1965 wurde er zum Professor ernannt. Als Direktor der 1976 umbenannten  Bundesforschungsanstalt für Naturschutz und Landschaftsökologie war Olschowy zwischen 1964 und 1978 einer der wichtigsten Repräsentanten des staatlichen  Naturschutzes der Bundesrepublik Deutschland. Er gilt als einer der maßgeblichen Wegbereiter der ökologischen Landschaftsplanung.
Olschowy war einer der Unterzeichner der Grünen Charta von der Mainau. Seit 1953 war er Mitglied der katholischen Studentenverbindung AV Hansea (Berlin) Köln.

## Mitgliedschaften
- Mitglied im Arbeitskreis der Landschaftsanwälte
- Geschäftsführendes Mitglied im Deutschen Rat für Landespflege
- Mitglied im Beirat für Raumordnung im Bundesministerium des Innern
- Mitglied im Forschungsausschuß Landschaftspflege in der Akademie für Raumforschung und Landesplanung

## Auszeichnungen
- 1979: Alexander-von-Humboldt-Medaille
- 1984: Großes Bundesverdienstkreuz